# Antje Zöllkau
Antje Zöllkau (née Kempe le 22 juin 1963 à Saalfeld) est une athlète allemande, spécialiste du lancer du javelot. 
Représentant la République démocratique allemande, elle remporte la médaille d'argent du lancer du javelot lors des championnats d'Europe 1982, devancée par la Grecque Ánna Veroúli.
Deuxième de la Coupe d'Europe des nations 1983, elle termine 11e des championnats du monde 1983.